# 嶺百花
嶺 百花（みね ももか、2000年7月4日 - ）は、テレビ東京アナウンサー。元証券会社社員、元お天気リポーター。

## 略歴
青山学院中等部・高等部在学時はクラシックバレエを3歳から10年間習っていた事からチアリーディング部に所属。高等部2年時に、全国大会優勝。
2019年4月、青山学院大学国際政治経済学部に入学。体育会のゴルフ部へ所属するかたわら、3年生の2021年度に「第53回ミス日本コンテスト」にて準グランプリの水の天使を受賞。以後、水に関係する機関・団体（国土交通省・厚生労働省など）の広報活動に従事。
TBSが2021年10月1日から平日の朝に『THE TIME,』（TBS系列向けの生放送番組）『THE TIME'』（一部の系列局でも放送される前座番組）を立ち上げたことにともなって、『THE TIME,』月曜日 - 金曜日のお天気リポーターを担当。2022年10月からは、上記『THE TIME,』での中継先からのお天気コーナーに加え、『THE TIME'』のスタジオからのお天気コーナー、番組内のエンタメコーナー「TIME, TODAY」を担当。
『FLASH』（光文社）2022年6月28日号では、2022年春にある大手広告代理店が行った「好きなお天気キャスター」アンケートをもとにランキングを発表。全国の視聴者3000人が選んだ「好きなお天気お姉さん」の1位となった。
2023年4月3日の『THE TIME,』放送内で、一般企業就職のため番組を卒業することが伝えられた。
2023年4月から証券会社へ入社し営業職に就く。都内の支店で新規開拓のため個人宅や法人への、飛び込み営業を行う。
2024年10月1日付で、中途採用アナウンサーという形でテレビ東京に転職。
2025年4月からWBS「トレンドたまごneo」を担当。

## 人物
双子の弟がいる。
餃子好き。餃子巡りは山手線を制覇している。勤務後に餃子屋に向かい、餃子とビールを楽しむのが至極の時間。
保有資格：ファイナンシャル・プランナー（FP）2級
モットー：「即今只今」証券会社で仕事で悩んでいた際に、母から「過去を悔やまず、未来を心配しすぎずに、今自分ができることを頑張りなさい。その時の大きな壁は、いつか自分を守る盾になる。」と教えられた。
大学時代に所属していた体育会ゴルフ部での最初のスコアが300だった。現在のベストスコアは93。

## 現在の出演番組
- TXNニュース（不定期）
- WBS「トレンドたまごneo」（2025年4月3日〜）
- スポーツリアライブ（2024年1月6日〜）
- RACING LABO SUPER GT ＋ KYOJO（2025年4月5日〜）

## 過去の出演番組

### テレビ東京時代
- WBS「トレンドたまごneo」（2025年4月3日〜）
- スポーツリアライブ（2024年1月6日〜）
- RACING LABO SUPER GT ＋ KYOJO（2025年4月5日〜）
- 第68回オールスター競輪（2025年8月17日）リポーター・優勝インタビュアー

### 学生時代
- THE TIME'/THE TIME,（TBSテレビ、2021年10月1日 - 2023年3月31日）：月曜日 - 金曜日お天気リポーター
  - 2022年3月25日（金曜日）までは単独、3月28日（月曜日）からは気象予報士増田雅昭とのコンビで関東地方からの生中継に出演。
  - 2022年10月から「THE TIME,」のお天気コーナーに加え、スタジオからの「THE TIME'」のお天気コーナー（単独）、「TIME, TODAY」コーナー内のエンタメ情報ロケを担当。（体験レポート、食レポなど）
- 東大王（TBS、2022年6月29日）[11]。
- 猫の手 貸します #ボラ活しようよ（NHK Eテレ、2022年8月1日）[12]：ナレーション

## メディア媒体
- JA共済 インフォマーシャル（2022年4月 - 9月）[13]。
- 「民放の日」インタビュー （2022年4月）：4月21日が「民間放送が初の予備免許を受けた日」であることにちなみ、バナナマンとみちょぱにテレビとラジオとの向き合い方をテーマにインタビューした[14]。
- FLASH（2022年6月28日「お天気キャスター総選挙ランキング」、8月9日号)[6]
- 情報セキュリティ総合カンファレンス 2022（ITトレンドEXPO 2022 Summer、2022年9月6日・7日）：司会

## デジタル写真集
- 嶺 百花 Shiny Smile（2023年2月13日、小学館）[15][16]